# Juan Beverina
Juan Beverina (Córdoba, 24 de agosto de 1877 - 1943) fue un militar e historiador argentino. Es considerado «uno de los máximos exponente de la larga tradición historiográfica del Ejército Argentino».

## Biografía y obra
Juan Beverina nació en la ciudad de Córdoba el 24 de agosto de 1877, hijo de Alejandro Beverina y de Julia Ossola, ambos italianos.
A los 18 años y seis meses de edad inició su carrera ingresando en el Colegio Militar de la Nación. Siguió su carrera en el arma de artillería y consta que el 14 de diciembre de 1910, ya con el grado de capitán, elevó una nota al Ministro de Guerra solicitando viajar a Alemania para realizar un período de práctica. Alcanzó el grado de coronel de artillería y fue afectado al Estado Mayor del Ejército.
Escribió numerosos ensayos relativos a la historia militar de su país, algunos de los cuales serían considerados como las principales obras de referencia en su género. 
Además de numerosos artículos en la Revista Militar y en los diarios La Nación y La Prensa entre sus principales obras se destacan "Las Invasiones Inglesas al Río de la Plata -1806-1807" (1939), "La Guerra del Paraguay" (1933), "El General José María Paz, sus campañas y su doctrina de Guerra" (1925), "La Guerra contra el Imperio del Brasil" (1928) y "El Virreinato de las Provincias del Río de la Plata. Su organización militar". Otras de sus obras son Las campañas de los ejércitos libertadores: 1838-1852 (1923), Caseros (3 de febrero de 1852) estudio histórico militar de las campañas de 1851-52 (1911), La semana de mayo (1810): anális, interpretacíon y comentario de los sucesos (1942).
Respecto de su "Guerra del Paraguay", cuyos seis volúmenes y apéndice cartográfico se terminaron de publicar en 1933, décadas después el historiador Miguel Ángel Scenna afirmaría que era «aún una obra no superada y uno de los mayores esfuerzos intelectuales realizados por un historiador».
En cuanto a "Las Invasiones Inglesas", que estudia no solo los aspectos militares del conflicto sino los políticos y las consecuencias de las invasiones británica al Río de la Plata para el proceso independentista argentino, es considerada también una obra modelo en su género.
Beverina falleció en 1943. Miembro de la Academia Nacional de la Historia de la República Argentina, uno de sus sillones académicos fue designado con su nombre. Una calle del barrio Cerro de las Rosas de la ciudad de Córdoba lleva el nombre "Coronel Beverina" en su honor.